# Sörtésmadárfélék
A sörtésmadárfélék (Dasyornithidae) a madarak osztályának verébalakúak (Passeriformes) rendjébe tartozó család.

## Rendszerezésük
A családot Nicholas Aylward Vigors és Thomas Horsfield írta le 1827-ben, az alábbi nem és 3 faj tartozik ide:
- Dasyornis (Vigors & Horsfield 1827) – 3 faj
  - nyugati sörtésmadár (Dasyornis longirostris)
  - keleti sörtésmadár (Dasyornis brachypterus)
  - vörhenyes sörtésmadár (Dasyornis broadbenti)

## Előfordulásuk
Ausztrália területén honosak. A természetes élőhelyük mérsékelt övi erdők, legelők és cserjések. Állandó, nem vonuló fajok.

## Megjelenésük
Testhosszuk 17-25 centiméter közötti.

## Életmódjuk
Gerinctelenekkel és magvakkal táplálkoznak.